# Jakub Kałuziński
Jakub Kałuziński (Danzica, 31 ottobre 2002) è un calciatore polacco, centrocampista dell'Antalyaspor e della nazionale polacca.

## Carriera

### Club
Cresciuto nel settore giovanile del Lechia Danzica, ha esordito in prima squadra il 21 giugno 2020 disputando l'incontro di Ekstraklasa vinto 0-1 contro il Pogoń Stettino. Il 19 luglio successivo realizza la sua prima rete con la squadra, nella vittoria in coppa per 0-4 contro lo Stal Stalowa Wola.

### Nazionale
Ha giocato nelle nazionali giovanili polacche Under-19 ed Under-20.
Il 29 maggio 2024 viene convocato per la prima volta in nazionale maggiore venendo inserito nella lista dei pre-convocati per Euro 2024, non venendo poi confermato nella lista definitiva il 7 giugno seguente. Ciononostante il giorno stesso fa il suo esordio con la massima selezione polacca nell'amichevole vinta 2-1 contro l'Ucraina.

## Statistiche

### Presenze e reti nei club
Statistiche aggiornate al 4 febbraio 2025.
| Stagione              | Squadra               | Campionato            | Campionato | Campionato | Coppe nazionali | Coppe nazionali | Coppe nazionali | Coppe continentali | Coppe continentali | Coppe continentali | Altre coppe | Altre coppe | Altre coppe | Totale | Totale |
| Stagione              | Squadra               | Comp                  | Pres       | Reti       | Comp            | Pres            | Reti            | Comp               | Pres               | Reti               | Comp        | Pres        | Reti        | Pres   | Reti   |
| --------------------- | --------------------- | --------------------- | ---------- | ---------- | --------------- | --------------- | --------------- | ------------------ | ------------------ | ------------------ | ----------- | ----------- | ----------- | ------ | ------ |
| feb.-lug. 2020        | Lechia Danzica        | EK                    | 3          | 0          | CP              | -               | -               | -                  | -                  | -                  | -           | -           | -           | 6      | 0      |
| 2020-2021             | Lechia Danzica        | EK                    | 11         | 0          | CP              | 3               | 1               | -                  | -                  | -                  | -           | -           | -           | 14     | 1      |
| 2021-2022             | Lechia Danzica        | EK                    | 18         | 1          | CP              | 2               | 0               | -                  | -                  | -                  | -           | -           | -           | 20     | 1      |
| 2022-2023             | Lechia Danzica        | EK                    | 24         | 0          | CP              | 2               | 1               | UECL               | 4                  | 0                  | -           | -           | -           | 30     | 1      |
| Totale Lechia Danzica | Totale Lechia Danzica | Totale Lechia Danzica | 56         | 1          |                 | 7               | 2               |                    | 4                  | 0                  |             | -           | -           | 67     | 3      |
| 2023-2024             | Antalyaspor           | SL                    | 31         | 0          | TK              | 4               | 0               | -                  | -                  | -                  | -           | -           | -           | 35     | 0      |
| 2024-2025             | Antalyaspor           | SL                    | 21         | 0          | TK              | 3               | 0               | -                  | -                  | -                  | -           | -           | -           | 24     | 0      |
| Totale Antalyaspor    | Totale Antalyaspor    | Totale Antalyaspor    | 52         | 0          |                 | 7               | 0               |                    | -                  | -                  |             | -           | -           | 59     | 0      |
| Totale carriera       | Totale carriera       | Totale carriera       | 108        | 1          |                 | 14              | 2               |                    | 4                  | 0                  |             | -           | -           | 126    | 3      |

### Cronologia presenze e reti in nazionale
| Cronologia completa delle presenze e delle reti in nazionale ― Polonia | Cronologia completa delle presenze e delle reti in nazionale ― Polonia | Cronologia completa delle presenze e delle reti in nazionale ― Polonia | Cronologia completa delle presenze e delle reti in nazionale ― Polonia | Cronologia completa delle presenze e delle reti in nazionale ― Polonia | Cronologia completa delle presenze e delle reti in nazionale ― Polonia | Cronologia completa delle presenze e delle reti in nazionale ― Polonia | Cronologia completa delle presenze e delle reti in nazionale ― Polonia |
| Data                                                                   | Città                                                                  | In casa                                                                | Risultato                                                              | Ospiti                                                                 | Competizione                                                           | Reti                                                                   | Note                                                                   |
| ---------------------------------------------------------------------- | ---------------------------------------------------------------------- | ---------------------------------------------------------------------- | ---------------------------------------------------------------------- | ---------------------------------------------------------------------- | ---------------------------------------------------------------------- | ---------------------------------------------------------------------- | ---------------------------------------------------------------------- |
| 7-6-2024                                                               | Varsavia                                                               | Polonia                                                                | 3 – 1                                                                  | Ucraina                                                                | Amichevole                                                             | -                                                                      | 61’                                                                    |
| Totale                                                                 |                                                                        | Presenze                                                               | 1                                                                      |                                                                        | Reti                                                                   | 0                                                                      |                                                                        |